# Marchémoret
Marchémoret est une commune française située dans le département de Seine-et-Marne en région Île-de-France.

## Géographie

### Localisation
La commune est située à environ  8 kilomètres à l’est de Dammartin-en-Goële.
Elle est proche de l'aéroport de Paris-Charles-de-Gaulle (environ 18,8 kilomètres).

### Communes limitrophes
Les communes limitrophes sont  Lagny-le-Sec, Montgé-en-Goële, Oissery, Rouvres, Saint-Mard, Saint-Pathus et Saint-Soupplets.
| Rouvres    | Lagny-le-Sec (Oise) | Saint-Pathus    |
| Saint-Mard | Marchémoret         | Oissery         |
|            | Montgé-en-Goële     | Saint-Soupplets |

### Géologie et relief
La commune est classée en zone de sismicité 1, correspondant à une sismicité très faible.

### Hydrographie

#### Réseau hydrographique

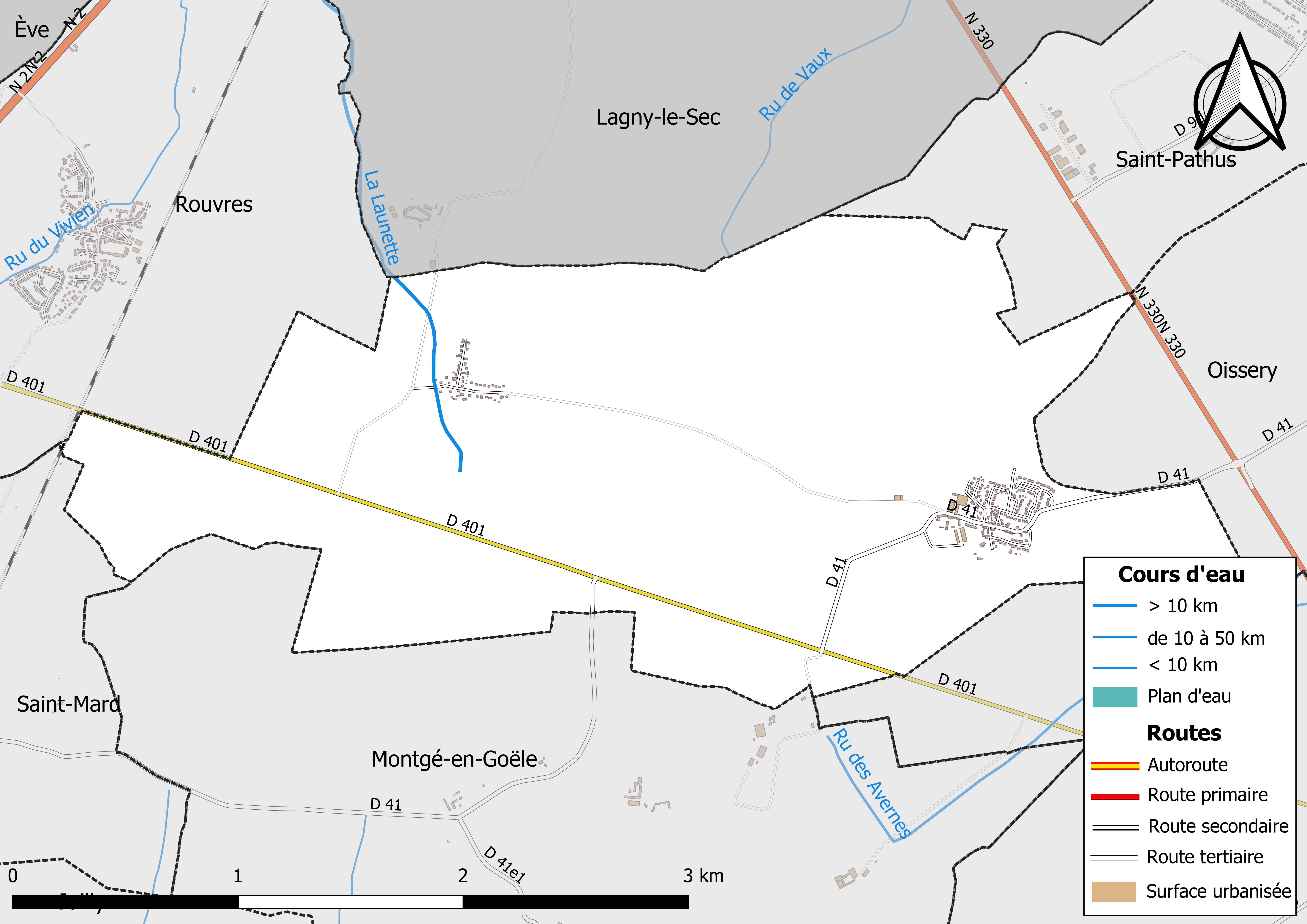
Carte des réseaux hydrographique et routier de Marchémoret.

Le réseau hydrographique de la commune se compose de deux cours d'eau référencés :
- la Launette, longue de 16,04 km[2], affluent de la Nonette ;
- le ru des Avernes, 8,16 km[3], affluent de la Thérouanne.

La longueur totale des cours d'eau sur la commune est de 1,32 km.

#### Gestion des cours d'eau
Afin d’atteindre le bon état des eaux imposé par la Directive-cadre sur l'eau du 23 octobre 2000, plusieurs outils de gestion intégrée s’articulent à différentes échelles : le SDAGE, à l’échelle du bassin hydrographique, et le SAGE, à l’échelle locale. Ce dernier fixe les objectifs généraux d’utilisation, de mise en valeur et de protection quantitative et qualitative des ressources en eau superficielle et souterraine. Le département de Seine-et-Marne est couvert par six SAGE, au sein du bassin Seine-Normandie.
La commune fait partie du SAGE « Nonette », approuvé le 28 juin 2006. Le territoire de ce SAGE concerne le bassin versant de la Nonette et de ses deux principaux affluents, la Launette et l’Aunette. Il inclut totalement ou partiellement 53 communes, dont 47 sur le département de l’Oise et 6 sur celui de le département de Seine-et-Marne, pour une superficie de 413 km2. Le pilotage et l’animation du SAGE sont assurés par le syndicat Interdépartemental du SAGE de la Nonette, qualifié de « structure porteuse », un syndicat créé en 1968.

### Climat
Pour des articles plus généraux, voir Climat de l'Île-de-France et Climat de Seine-et-Marne.
En 2010, le climat de la commune est de type climat océanique dégradé des plaines du Centre et du Nord, selon une étude du CNRS s'appuyant sur une série de données couvrant la période 1971-2000. En 2020, Météo-France publie une typologie des climats de la France métropolitaine dans laquelle la commune est exposée à un climat océanique altéré et est dans la région climatique Nord-est du bassin Parisien, caractérisée par un ensoleillement médiocre, une pluviométrie moyenne régulièrement répartie au cours de l’année et un hiver froid (3 °C).
Pour la période 1971-2000, la température annuelle moyenne est de 10,9 °C, avec une amplitude thermique annuelle de 15,1 °C. Le cumul annuel moyen de précipitations est de 727 mm, avec 11,3 jours de précipitations en janvier et 8,2 jours en juillet. Pour la période 1991-2020, la température moyenne annuelle observée sur la station météorologique la plus proche, située sur la commune du Plessis-Belleville à 5 km à vol d'oiseau, est de 11,4 °C et le cumul annuel moyen de précipitations est de 661,7 mm,. Pour l'avenir, les paramètres climatiques de la commune estimés pour 2050 selon différents scénarios d'émission de gaz à effet de serre sont consultables sur un site dédié publié par Météo-France en novembre 2022.
| Mois                                  | jan.           | fév.           | mars           | avril         | mai           | juin          | jui.          | août          | sep.          | oct.          | nov.          | déc.          | année      |
| ------------------------------------- | -------------- | -------------- | -------------- | ------------- | ------------- | ------------- | ------------- | ------------- | ------------- | ------------- | ------------- | ------------- | ---------- |
| Température minimale moyenne (°C)     | 1,6            | 1,9            | 3              | 5,3           | 8,4           | 11,5          | 13,1          | 12,9          | 10,3          | 8,2           | 4,9           | 2,2           | 6,9        |
| Température moyenne (°C)              | 4              | 5              | 7,3            | 10,8          | 13,7          | 17,3          | 19,5          | 18,9          | 15,9          | 12,2          | 7,8           | 4,6           | 11,4       |
| Température maximale moyenne (°C)     | 6,4            | 8              | 11,5           | 16,4          | 19            | 23            | 25,8          | 24,9          | 21,5          | 16,2          | 10,6          | 7             | 15,9       |
| Record de froid (°C) date du record   | −14,1 10.01.09 | −11,9 07.02.12 | −11,2 13.03.13 | −3,9 07.04.21 | −0,7 06.05.19 | 2,9 01.06.06  | 3,8 31.07.15  | 5,1 26.08.18  | −0,3 30.09.18 | −5,7 28.10.03 | −5,7 30.11.10 | −8,7 19.12.09 | −14,1 2009 |
| Record de chaleur (°C) date du record | 15,5 09.01.15  | 19,4 27.02.19  | 23,8 31.03.21  | 29,1 20.04.18 | 31,4 27.05.17 | 35,5 18.06.22 | 42,2 25.07.19 | 40,1 06.08.03 | 34,9 09.09.23 | 28,3 01.10.11 | 21,7 08.11.15 | 16,6 17.12.15 | 42,2 2019  |
| Précipitations (mm)                   | 56,2           | 49,8           | 48,8           | 36,2          | 74,2          | 63,4          | 53,2          | 60,3          | 46            | 53,5          | 52,6          | 67,5          | 661,7      |

### Milieux naturels et biodiversité

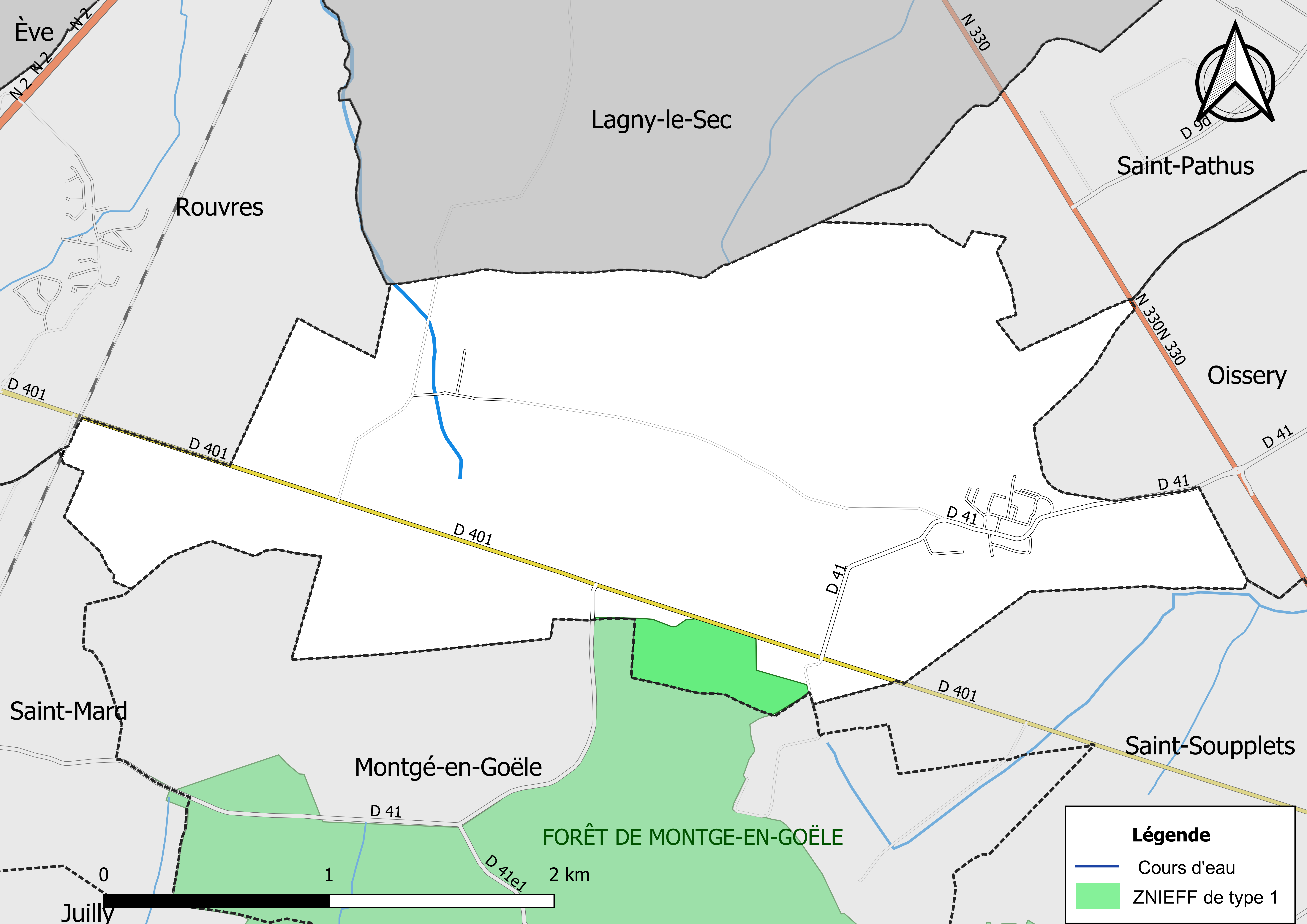
Carte des ZNIEFF de type 1 localisées sur la commune.

L’inventaire des zones naturelles d'intérêt écologique, faunistique et floristique (ZNIEFF) a pour objectif de réaliser une couverture des zones les plus intéressantes sur le plan écologique, essentiellement dans la perspective d’améliorer la connaissance du patrimoine naturel national et de fournir aux différents décideurs un outil d’aide à la prise en compte de l’environnement dans l’aménagement du territoire.
Le territoire communal de Marchémoret comprend une ZNIEFF de type 1,,, 
la « Forêt de Montge-en-Goële » (804,67 ha), couvrant 5 communes du département.

## Urbanisme

### Typologie
Au 1er janvier 2024, Marchémoret est catégorisée commune rurale à habitat dispersé, selon la nouvelle grille communale de densité à sept niveaux définie par l'Insee en 2022.
Elle est située hors unité urbaine. Par ailleurs la commune fait partie de l'aire d'attraction de Paris, dont elle est une commune de la couronne,. Cette aire regroupe 1 929 communes,.

### Lieux-dits et écarts

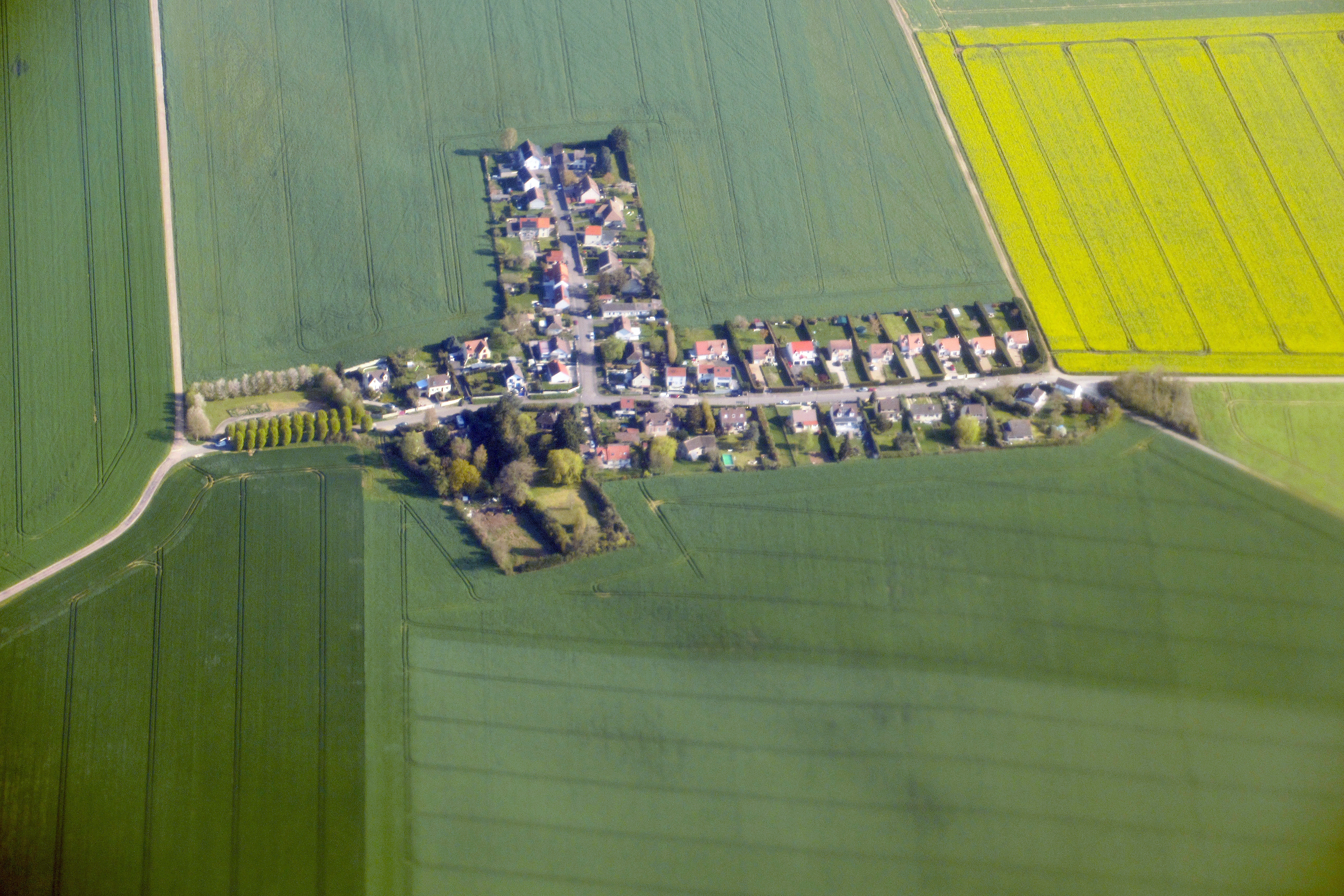
Lessart

La commune compte 36 lieux-dits administratifs répertoriés consultables ici dont Lessart.

### Occupation des sols
L'occupation des sols de la commune, telle qu'elle ressort de la base de données européenne d’occupation biophysique des sols Corine Land Cover (CLC), est marquée par l'importance des territoires agricoles (96,2 % en 2018), une proportion sensiblement équivalente à celle de 1990 (96,4 %). La répartition détaillée en 2018 est la suivante : 
terres arables (96,2 %), forêts (3,8 %).
Parallèlement, L'Institut Paris Région, agence d'urbanisme de la région Île-de-France, a mis en place un inventaire numérique de l'occupation du sol de l'Île-de-France, dénommé le MOS (Mode d'occupation du sol), actualisé régulièrement depuis sa première édition en 1982. Réalisé à partir de photos aériennes, le Mos distingue les espaces naturels, agricoles et forestiers mais aussi les espaces urbains (habitat, infrastructures, équipements, activités économiques, etc.) selon une classification pouvant aller jusqu'à 81 postes, différente de celle de Corine Land Cover,,. L'Institut met également à disposition des outils permettant de visualiser par photo aérienne l'évolution de l'occupation des sols de la commune entre 1949 et 2018.

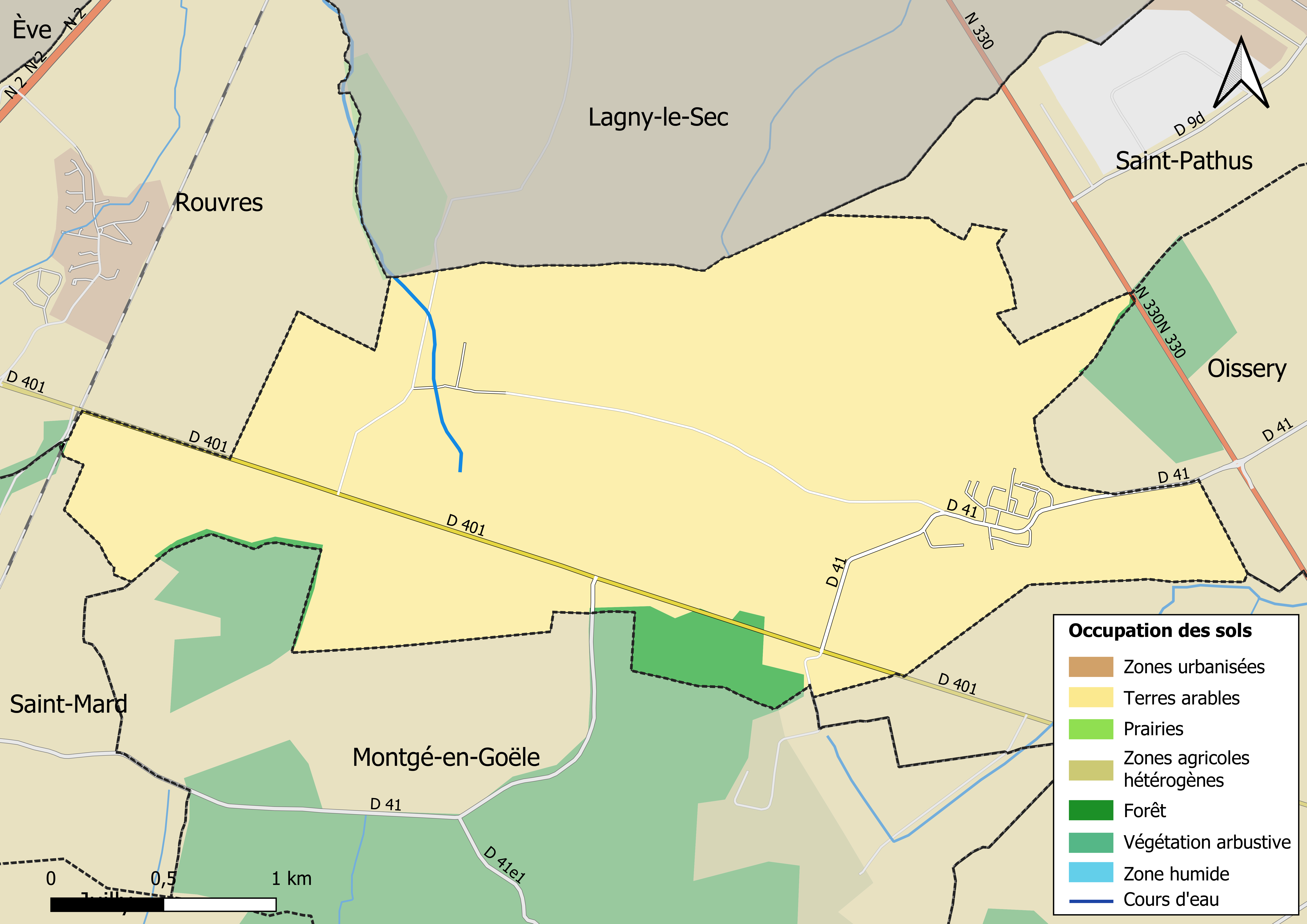
Carte des infrastructures et de l'occupation des sols en 2018 (CLC) de la commune.
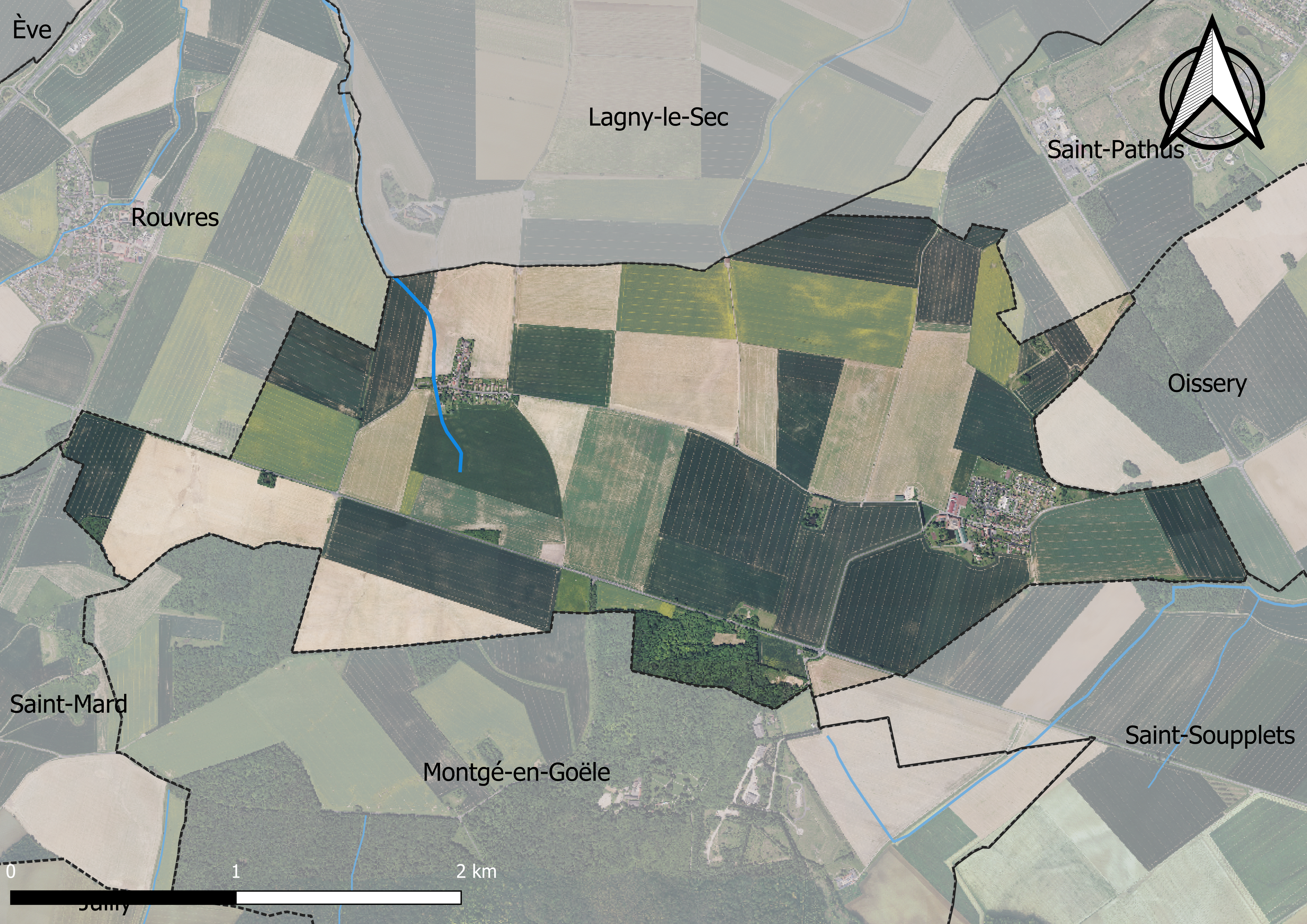
Carte orhophotogrammétrique de la commune.

### Planification
La loi SRU du 13 décembre 2000 a incité les communes à se regrouper au sein d’un établissement public, pour déterminer les partis d’aménagement de l’espace au sein d’un SCoT, un document d’orientation stratégique des politiques publiques à une grande échelle et à un horizon de 20 ans et s'imposant aux documents d'urbanisme locaux, les PLU (Plan local d'urbanisme). La commune est dans le territoire du SCOT Roissy Pays de France, approuvé le 19 décembre 2019 et porté par la communauté d’agglomération Roissy Pays de France.
La commune disposait en 2019 d'un plan local d'urbanisme en révision. Le zonage réglementaire et le règlement associé peuvent être consultés sur le Géoportail de l'urbanisme.

### Logement
En 2016, le nombre total de logements dans la commune était de 200 dont 85 % de maisons et 14,5 % d'appartements.
Parmi ces logements, 94 % étaient des résidences principales, 2,5 % des résidences secondaires et 3,5 % des logements vacants.
La part des ménages fiscaux propriétaires de leur résidence principale s'élevait à 75 % contre 25 % de locataires.

### Voies de communication et transports

#### Transports
La commune est desservie par 
- les lignes  d'autocars No 703, No 715 et No 753 du réseau de bus keolis ;
- la gare de Dammartin - Juilly - Saint-Mard située sur la commune de Saint-Mard à 7 km.

## Toponymie
Le nom de la localité est mentionné sous les formes Marchemoret en 1189 ; Marchiemoretum en 1203 ; Marchié Moret en 1252 ; « Villa Marchesi Moreti subtus Noam fortem » en 1266 ; Marchiemoret, Marchemouret en 1274 ; La seigneurie de Marché Marais en 1668 ; Marchemorel en 1757 (Cassini).
Toponyme composé de Marche (« région frontière ») et du radical Moret, du celtique mora, de l'ancien français morée (« marécage, marais »).

## Histoire
Mentionné au 12e. Seigneurie de Lessart relevant du comté de Dammartin.
Au Moyen Âge, Marchémoret est une paroisse faisant partie du doyenné d'Acy situé dans l'ancien pays de Multien.
En 1521, le chancelier Antoine Duprat, 1463-1535, est seigneur de Nantouillet, de Marchémoret et de Rosoy-en-Multien.
Le 16 avril 1789, le Tiers État de Lessart rédige son cahier de doléances pour les états généraux.

## Politique et administration

### Liste des maires
| Période                                  | Période  | Identité                | Étiquette | Qualité                                   |
| ---------------------------------------- | -------- | ----------------------- | --------- | ----------------------------------------- |
| Les données manquantes sont à compléter. |          |                         |           |                                           |
| 1804                                     |          | Jean Baptiste Lhoste    |           | agriculteur                               |
| 1816                                     | 1827     | André Patriat           |           | agriculteur, beau-frère du précédent      |
| 1828                                     | 1884     | Martin Théophile Lhoste |           | agriculteur, fils de Jean Baptiste Lhoste |
| mars 2008                                | En cours | Jean-Louis Durand       | LR        | Président de la Communauté de communes    |

## Équipements et services

### Eau et assainissement
L’organisation de la distribution de l’eau potable, de la collecte et du traitement des eaux usées et pluviales relève des communes. La loi NOTRe de 2015 a accru le rôle des EPCI à fiscalité propre en leur transférant cette compétence. Ce transfert devait en principe être effectif au 1er janvier 2020, mais la loi Ferrand-Fesneau du 3 août 2018 a introduit la possibilité d’un report de ce transfert au 1er janvier 2026,.

#### Assainissement des eaux usées
En 2020, la gestion du service d'assainissement collectif de la commune de Marchémoret est assurée par la communauté de communes Plaines et monts de France (CCPMF) pour la collecte, le transport et la dépollution. Ce service est géré en délégation par une entreprise privée, dont le contrat arrive à échéance le 30 juin 2020,,.
L’assainissement non collectif (ANC) désigne les installations individuelles de traitement des eaux domestiques qui ne sont pas desservies par un réseau public de collecte des eaux usées et qui doivent en conséquence traiter elles-mêmes leurs eaux usées avant de les rejeter dans le milieu naturel. La communauté de communes Plaines et monts de France (CCPMF) assure pour le compte de la commune le service public d'assainissement non collectif (SPANC), qui a pour mission de vérifier la bonne exécution des travaux de réalisation et de réhabilitation, ainsi que le bon fonctionnement et l’entretien des installations,.

#### Eau potable
En 2020, l'alimentation en eau potable est assurée par la communauté de communes Plaines et monts de France (CCPMF) qui en a délégué la gestion à une entreprise privée, dont le contrat expire le 31 décembre 2023,.

## Population et société

### Démographie
L'évolution du nombre d'habitants est connue à travers les recensements de la population effectués dans la commune depuis 1793. Pour les communes de moins de 10 000 habitants, une enquête de recensement portant sur toute la population est réalisée tous les cinq ans, les populations de référence des années intermédiaires étant quant à elles estimées par interpolation ou extrapolation. Pour la commune, le premier recensement exhaustif entrant dans le cadre du nouveau dispositif a été réalisé en 2006.

En 2022, la commune comptait 614 habitants, en évolution de +8,67 % par rapport à 2016 (Seine-et-Marne : +3,92 %, France hors Mayotte : +2,11 %).
| 1793 | 1800 | 1806 | 1821 | 1831 | 1836 | 1841 | 1846 | 1851 |
| ---- | ---- | ---- | ---- | ---- | ---- | ---- | ---- | ---- |
| 236  | 228  | 235  | 221  | 225  | 210  | 199  | 264  | 235  |

| 1856 | 1861 | 1866 | 1872 | 1876 | 1881 | 1886 | 1891 | 1896 |
| ---- | ---- | ---- | ---- | ---- | ---- | ---- | ---- | ---- |
| 201  | 170  | 174  | 141  | 126  | 131  | 165  | 130  | 125  |

| 1901 | 1906 | 1911 | 1921 | 1926 | 1931 | 1936 | 1946 | 1954 |
| ---- | ---- | ---- | ---- | ---- | ---- | ---- | ---- | ---- |
| 110  | 108  | 87   | 105  | 186  | 175  | 139  | 112  | 132  |

| 1962 | 1968 | 1975 | 1982 | 1990 | 1999 | 2006 | 2011 | 2016 |
| ---- | ---- | ---- | ---- | ---- | ---- | ---- | ---- | ---- |
| 137  | 110  | 214  | 258  | 307  | 332  | 455  | 548  | 565  |

| 2021 | 2022 | - | - | - | - | - | - | - |
| ---- | ---- | - | - | - | - | - | - | - |
| 604  | 614  | - | - | - | - | - | - | - |

## Économie

### Secteurs d'activité

#### Agriculture
Marchémoret est dans la petite région agricole dénommée la « Goële et Multien », regroupant deux petites régions naturelles, respectivement la Goële et le pays de Meaux (Multien). En 2010, l'orientation technico-économique de l'agriculture sur la commune est diverses cultures (hors céréales et oléoprotéagineux, fleurs et fruits).
Si la productivité agricole de la Seine-et-Marne se situe dans le peloton de tête des départements français, le département enregistre un double phénomène de disparition des terres cultivables (près de 2 000 ha par an dans les années 1980, moins dans les années 2000) et de réduction d'environ 30 % du nombre d'agriculteurs dans les années 2010. Cette tendance se retrouve au niveau de la commune où le nombre d’exploitations est passé de 2 en 1988 à 1 en 2010. Parallèlement, la taille de ces exploitations augmente, passant de 172 ha en 1988 à 334 ha en 2010.
Le tableau ci-dessous présente les principales caractéristiques des exploitations agricoles de Marchémoret, observées sur une période de 22 ans : 
|                                      | 1988 | 2000 | 2010 |
| ------------------------------------ | ---- | ---- | ---- |
| Dimension économique,                |      |      |      |
| Nombre d’exploitations (u)           | 2    | 1    | 1    |
| Travail (UTA)                        | 3    | 3    | 2    |
| Surface agricole utilisée (ha)       | 344  | 338  | 334  |
| Cultures                             |      |      |      |
| Terres labourables (ha)              | s    | s    | s    |
| Céréales (ha)                        | s    | s    | s    |
| dont blé tendre (ha)                 | s    | s    | s    |
| dont maïs-grain et maïs-semence (ha) | s    | s    | s    |
| Tournesol (ha)                       | 0    |      |      |
| Colza et navette (ha)                | s    | s    | s    |
| Élevage                              |      |      |      |
| Cheptel (UGBTA)                      | 0    | 0    | 0    |

## Culture locale et patrimoine

### Lieux et monuments

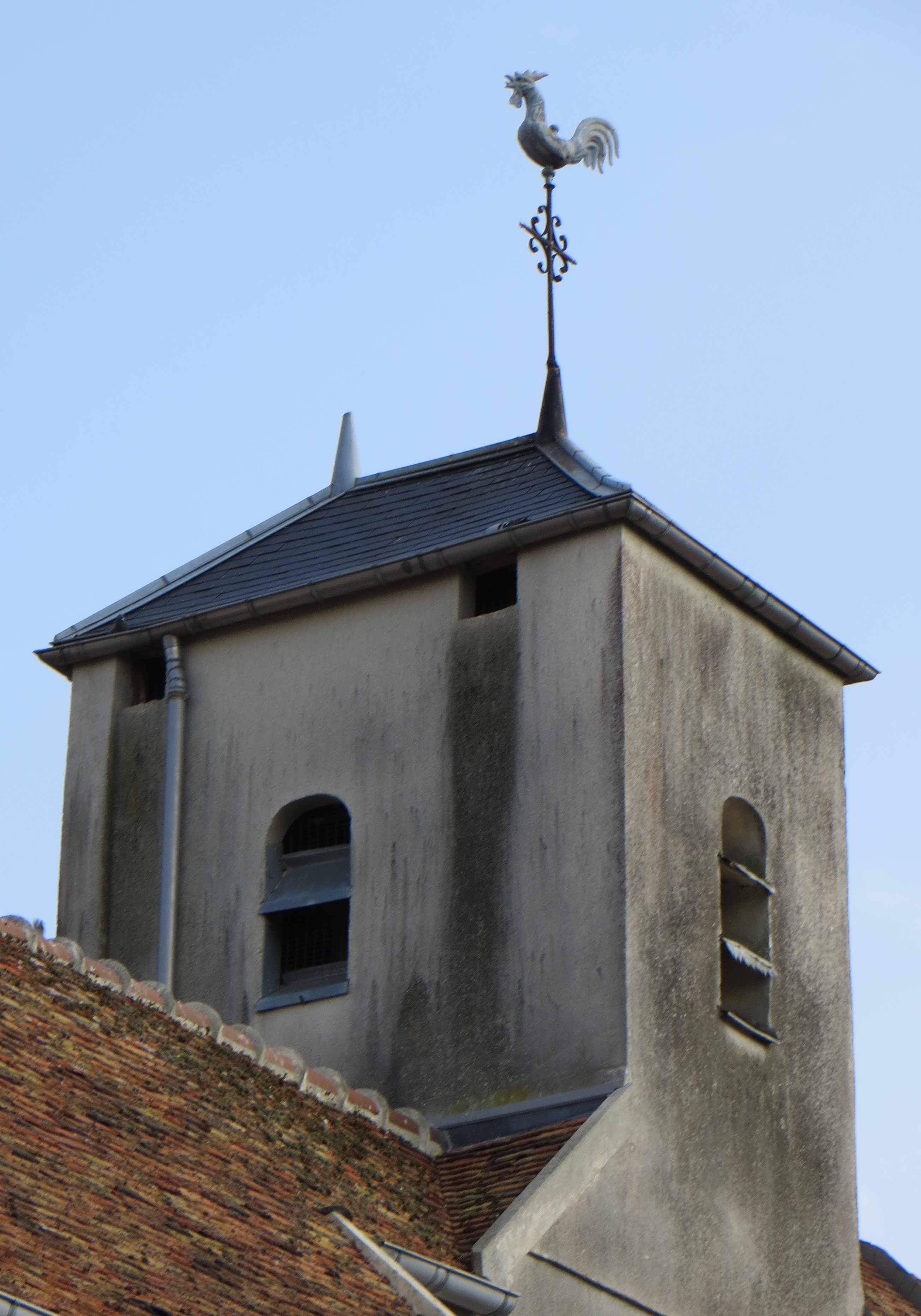
Clocher de l'église Notre-Dame-de-l'Assomption - cloche de l'église sonnant 18 h : Fichier:Marchémoret - Cloche de l'église Notre-Dame-de-l'Assomption.ogg

Église Notre-Dame-de-l'Assomption (XVIIIe siècle), intégrée dans une habitation : clocheton XVIIIe, mobilier XVIIIe et XIXe siècles, autel de bois sculpté XVIIIe, cimetière alentour.
Croix de Lessart.

### Personnalités liées à la commune
- Le sculpteur italien Gaetano Di Martino (1922-2006), installé en 1977 dans une ancienne bergerie rénovée en atelier.